# Radek Mezlík
Radek Mezlík (* 20. května 1982 Třebíč) je český fotbalový obránce. Jeho bratr Pavel Mezlík je také fotbalista.
Otcem bratrů Mezlíkových je Josef Mezlík, který stejně jako oni debutoval v nejvyšší soutěži v dresu Zbrojovky Brno.

## Technické vlastnosti
Radek Mezlík hraje na pozici středního obránce.

## Kariéra
V mládežnických letech hrál v Rudíkově (Sokol Rudíkov) a Třebíči (Slavia Třebíč), následně od roku 1998 působil v Boby Brno. Působil v brněnské rezervě ve třetí (2000–2003) a druhé lize (2003–2006). Od roku 2005 pak působil v prvoligovém kádru. Na jaře 2006 hostoval ve druholigových Českých Budějovicích a sezonu 2006/07 strávil na hostování v Opavě v téže soutěži. V červenci roku 2007 se vrátil zpět do Brna, odehrál své poslední prvoligové utkání v brněnském dresu (05.08.2007) a již v srpnu téhož roku odešel zpět do Opavy (přestup). Od roku 2010 do roku 2015 působil v prvoligovém Slovácku, kde odehrál 98 zápasů. Od roku 2015 do léta 2018 pak působil v 1. SC Znojmo. Pro pokračování kariéry se rozhodoval mezi FC PBS Velká Bíteš, FC Dosta Bystrc-Kníničky, FC Viktoria Otrokovice a FK Blansko, kdy následně nastoupil do FK Blansko.

## Ligová bilance
| Ročník           | Zápasy | Góly | Minuty | Klub                       |
| ---------------- | ------ | ---- | ------ | -------------------------- |
| II. liga 2003/04 | 24     | 0    | –      | 1. FC Brno „B“             |
| II. liga 2004/05 | 18     | 0    | –      | 1. FC Brno „B“             |
| I. liga 2004/05  | 3      | 0    | 259    | 1. FC Brno                 |
| II. liga 2005/06 | 13     | 0    | –      | 1. FC Brno „B“             |
| I. liga 2005/06  | 4      | 0    | 171    | 1. FC Brno                 |
| II. liga 2005/06 | 9      | 0    | –      | SK Dynamo České Budějovice |
| II. liga 2006/07 | 20     | 4    | –      | SFC Opava                  |
| I. liga 2007/08  | 1      | 0    | 90     | 1. FC Brno                 |
| II. liga 2007/08 | 26     | 5    | –      | SFC Opava                  |
| II. liga 2008/09 | 25     | 3    | –      | SFC Opava                  |
| II. liga 2009/10 | 17     | 1    | –      | SFC Opava                  |
| I. liga 2010/11  | 29     | 1    | 2 610  | 1. FC Slovácko             |
| I. liga 2011/12  | 21     | 0    | 1 436  | 1. FC Slovácko             |
| I. liga 2012/13  | 21     | 0    | 1 803  | 1. FC Slovácko             |
| I. liga 2013/14  | 18     | 0    | 947    | 1. FC Slovácko             |
| I. liga 2014/15  | 9      | 0    | 530    | 1. FC Slovácko             |
| II. liga 2015/16 | 26     | 2    | –      | 1. SC Znojmo FK            |
| II. liga 2016/17 | 18     | 0    | –      | 1. SC Znojmo FK            |
| II. liga 2017/18 | 12     | 0    | –      | 1. SC Znojmo FK            |
| CELKEM I. LIGA   | 106    | 1    | 7 846  |                            |
| CELKEM II. LIGA  | 208    | 15   | –      |                            |